# Lucio Elio Stilone Preconino
Lucio Elio Preconino, conosciuto come Stilone (Lucius Aelius Stilo Praeconinus; Lanuvio, 154 a.C. – 74 a.C.), è stato uno scrittore e grammatico romano.

## Biografia
Nato a Lanuvio, Stilone visse a cavallo tra il II ed il I secolo a.C., da famiglia appartenente al ceto degli equites.
Legato politicamente a Quinto Cecilio Metello Numidico, lo accompagnò in esilio a Rodi, nel 100 a.C. Quivi ebbe modo di approfondire le conoscenze relative all'analogia nella linguistica, che poi diffuse alcuni anni più tardi al suo ritorno a Roma. Infatti fu il maestro di Marco Terenzio Varrone, dal quale è spesso menzionato, e di Marco Tullio Cicerone, che lo definisce, probabilmente riferendosi all'esilio a Rodi, di tendenze stoicheggianti.

## Opere
Stilone mise insieme, a quanto risulta, i metodi filologici della scuola di Alessandria e di Pergamo. Scrisse molte opere di filologia e linguistica, di cui però non possediamo nulla se non pochi frammentiː tra queste ci fu anche un Commentarium de proloquiis, in cui affrontava il problema dell'autenticità delle commedie plautine; inoltre, avrebbe commentato il Carmen Saliare e le Leggi delle Dodici Tavole dal punto di vista linguistico.